# Karl Myrbäck
Karl David Reinhold Myrbäck (* 7. September 1900 in Vendel; † 1. Juli 1985 in Stockholm) war ein schwedischer Biochemiker.

## Leben und Werk
Karl Myrbäck promovierte 1927 an der Universität Stockholm mit einer Arbeit über die Enzymchemie. Er wurde 1926 zum Dozenten für Biochemie und 1928 zum „Laborator“ am Institut für Biochemie der Universität Stockholm ernannt. 1932 wurde er zum Professor der Fermentationschemie auf einen von der Brauereiwirtschaft Schwedens und Dänemarks finanzierten Lehrstuhl berufen. 1947 wurde er als Nachfolger seines Lehrers Hans von Euler-Chelpin zum Professor für organische Chemie und Biochemie an der Universität Stockholm ernannt. Er wurde in den Nobelausschuss für den Bereich der Chemie berufen.
Er wurde 1943 in die Königlich Schwedische Akademie der Wissenschaften und in die Königlich Schwedische Akademie der Ingenieurwissenschaften berufen und fungierte in dieser Wissenschaftsgesellschaft als stellvertretender Sekretär. 1947 wurde Myrbäck Chefredakteur der Fachzeitschrift Acta Chemica Scandinavica. Karl Myrbäck war seit 1960 Mitglied der Deutschen Akademie der Naturforscher Leopoldina.